# آشپزی بنگالی

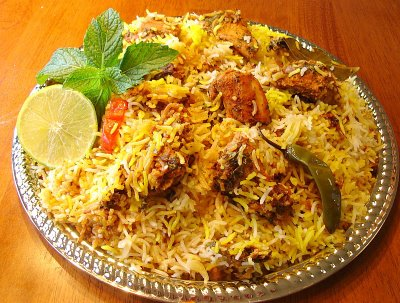
بریانی بنگلادشی

آشپزی بنگالی (بنگالی: বাঙ্গালী রন্ধনপ্রণালী) (به انگلیسی: Bengali cuisine) سبک پخت‌وپز ناحیه بنگال است که شامل بنگلادش و ایالت‌های بنگال غربی و تریپورا در هند می‌باشد. این آشپزی بر اساس اقلیم و پیشینه متنوع این ناحیه شکل گرفته‌است. این سبک از آشپزی به خاطر استفاده متنوع از طعم‌ها، همچون روغن خردل و نیز رواج شیرینی و دسرهای خود، معروف است. توجه زیادی بر برنج به عنوان قووت غالب وجود دارد که به همراه آن ماهی، به‌طور معمول متداولترین بخش پروتئین غذایی می‌باشد. مصرف ماهی‌های آب شیرین به ماهی‌های دریا ارجحیت دارد، هرچند مصرف ماهی باراماندی که به نام بتکی (bhetki) معروف هستند، رایج می‌باشد.